# Battaglia del palazzo Dasman
La battaglia del palazzo Dasman, chiamata anche battaglia del Dasman, fu una battaglia che ebbe luogo in Kuwait tra le forze kuwaitiane e irachene durante l'invasione del Kuwait, il 2 agosto 1990.

## Battaglia
Il 2 agosto 1990, poco dopo la mezzanotte, l'Iraq invase il Kuwait. L'attacco al Palazzo Dasman, la residenza dell'Emiro del Kuwait, da parte delle forze speciali irachene cominciò tra le 04:00 e le 06:00; queste unità furono trasportate sul campo di battaglia con gli elicotteri dell'aviazione irachena, oppure infiltrandosi con abiti civili. Le forze irachene furono rinforzate poi, durante la battaglia, dal sopraggiungere da ovest della Divisione Hammurabi attraversando la capitale.
I combattimenti furono duri, specialmente a metà giornata, ma si conclusero verso le ore 14:00 con la conquista irachena del palazzo. Fu però loro impedito di portare a termine la cattura dell'Emiro e dei suoi consiglieri, che si erano trasferiti al Quartier Generale prima che l'assalto avesse inizio. Tra le vittime vi era il fratello minore dell'Emiro, Fahad Al-Ahmad, ucciso mentre difendeva il palazzo.